# Lemba sinensis
Lemba sinensis är en insektsart som först beskrevs av Chang, K.S.F. 1939.  Lemba sinensis ingår i släktet Lemba och familjen gräshoppor. Inga underarter finns listade i Catalogue of Life.